# Parodia concinna
Parodia concinna là một loài thực vật có hoa trong họ Cactaceae. Loài này được (Monv.) N.P. Taylor mô tả khoa học đầu tiên năm 1987.

## Hình ảnh

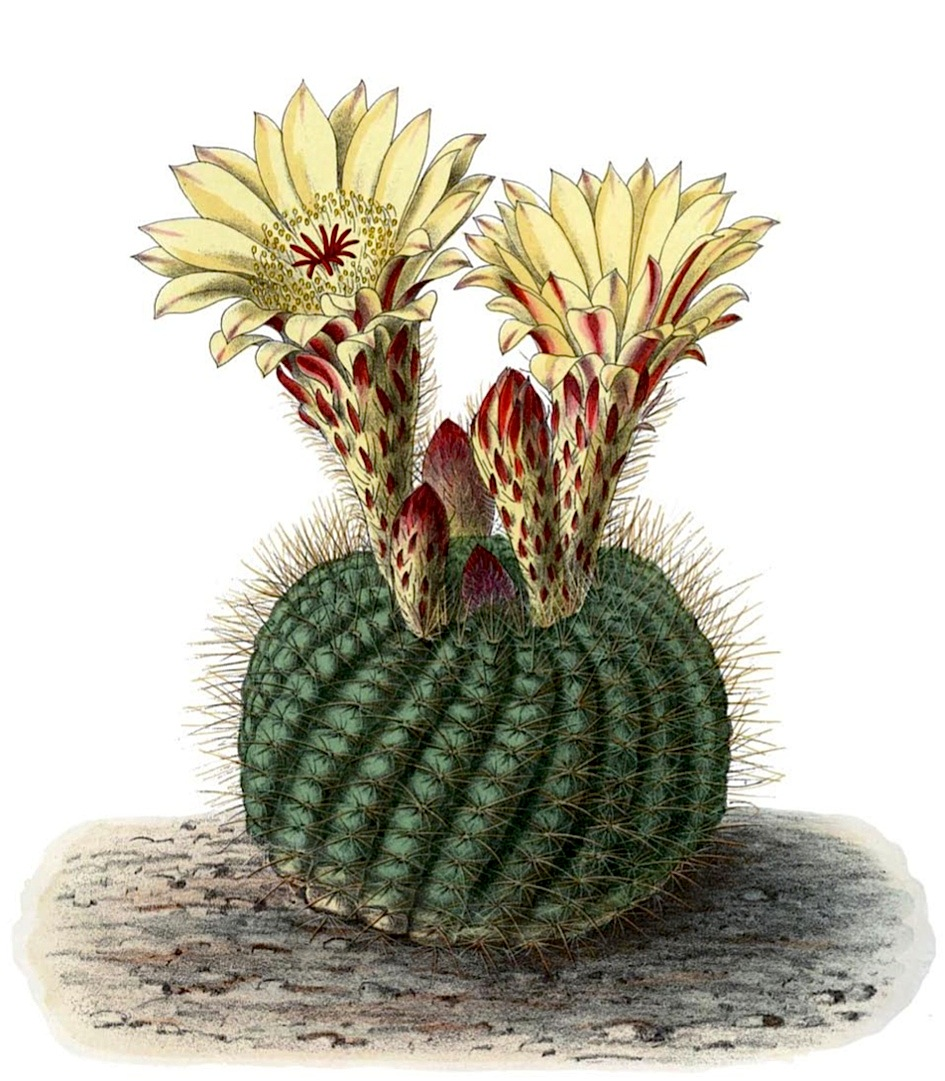
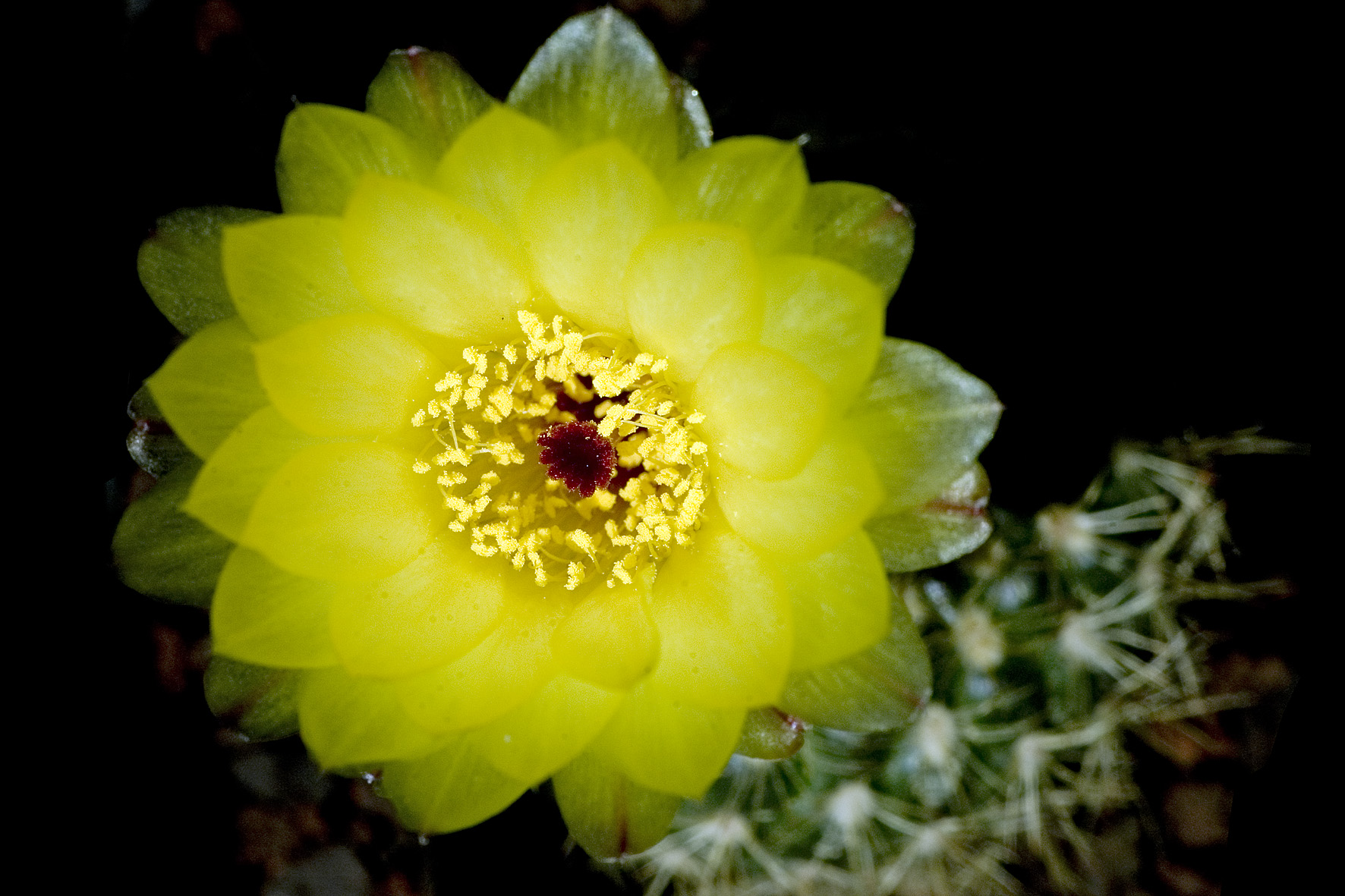
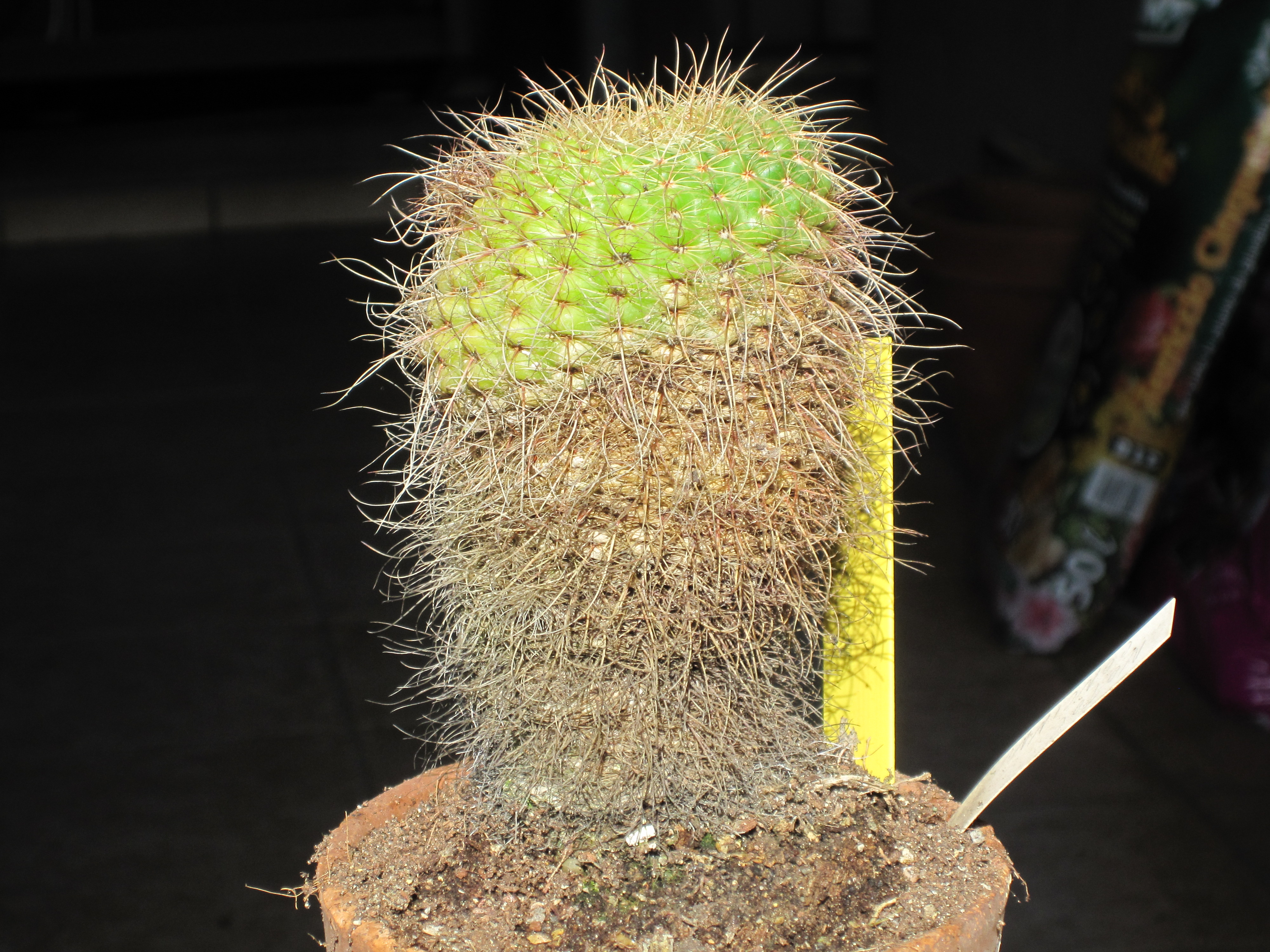
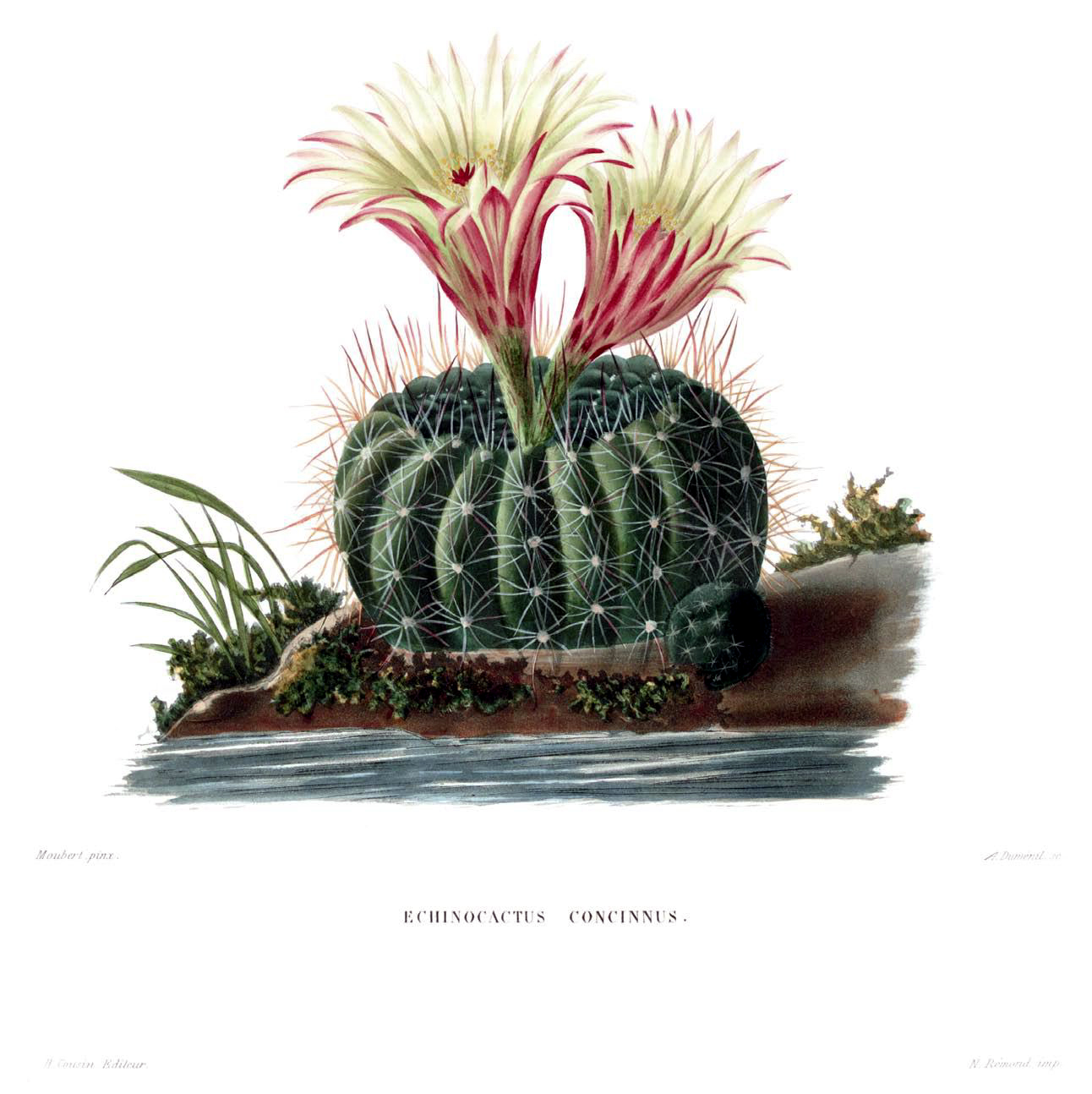